# Казанцев, Дмитрий Тимофеевич
Дмитрий Тимофеевич Казанцев — советский хозяйственный и государственный деятель, Герой Социалистического Труда.

## Биография
Родился в 1923 году в селе Казанцево. Член КПСС.
Участник Великой Отечественной войны:
В 1944—1973 — бригадир полеводческой бригады колхоза «Первое мая» Барабинского района Новосибирской области.
Указом Президиума Верховного Совета СССР от 23 июня 1966 года присвоено звание Героя Социалистического Труда с вручением ордена Ленина и золотой медали «Серп и Молот».
Делегат XXIII съезда КПСС.
Умер в 1998 году в деревне Казанцево.

## Награды и звания
- Герой Социалистического Труда (23.06.1966)
- Орден Ленина (23.06.1966)
- Орден Отечественной войны II степени (11.03.1985)
- Орден Трудового Красного Знамени (11.01.1957)